# Batesville (Teksas)
Batesville – jednostka osadnicza w Stanach Zjednoczonych, w stanie Teksas, w hrabstwie Zavala.